# باجس أبو عطوان
باجس محمود أبو عطوان الملقب (أبو شنار)، من مواليد عام 1950م في خربة الطبقة إحدى خرب مدينة دورا بمحافظة الخليل الفلسطينية.

## التعليم
درس المرحلة الإعدادية في مدرسة دورا الثانوية.

## المقاومة
بعد حرب1967 واحتلال الضفة الغربية، انضم إلى صفوف حركة فتح وكان يلقب (أبو شنار)، عرف عنه أنه كان يقاوم العسكريين الإسرائيليين ولم يهاجم المدنيين.
نفذت الخلية التى انتمى لها وسميت "مجموعة الجبل" 78 عملية فدائية ضد أهداف الاحتلال الإسرائيلي بين عامي 1968 - 1976.

## وفاته
رفض تسليم نفسه التجأ إلى الجبل مع مجموعته، تمكنت المخابرات الإسرائيلية من الوصول إليه بعد ما يقرب من 10 سنوات عبر أحد العملاء، وذلك بوضع صندوق ذخيرة مفخخ مما أدى إلى استشهاده في 1974/6/20، دفن في مدينة دورا بمقبرة النبي نوح بجوار مدرسته التي درس فيها وبجوار مسجد النبي نوح.
بعد 48 عاماً على استشهاده، عثر حديثاً على بعض أدواته وعلى مذياع صغير (راديو ترانزستور) قديم كان يستعمله وبه بطاريتان قديمتان.
خلده يوسف كتلو بجدارية في دورا، وكتب عنه معين بسيسو وبشرى محمد أبو شرار.